# Język ro
Ro – język sztuczny aprioryczny stworzony w 1904 przez amerykańskiego pastora Edwarda Powella Fostera i jego żonę. Język jest oparty na kategoryzacji, co czyni go późnym przykładem tzw. języków filozoficznych (taksonomicznych), gatunku sztucznych języków, którymi w XVII wieku zajmowali się m.in. Francis Lodwick, Thomas Urquhart, George Dalgarno, John Wilkins oraz Gottfried Leibniz. Na przykład wszystkie słowa na bofo- oznaczają kolory: bofoc – czerwony, bofod – pomarańczowy, bofof – żółty.
Foster zdziwił się faktem, że skład słowa nie daje żadnej informacji na temat jego znaczenia. Dlatego stworzył system, w którym słowa mają podpowiadać, jakie jest ich znaczenie. Napisał też, że ro nie ma rywalizować z innymi językami ani ich zastępować i nie jest przez nie inspirowany.
Na początku ro wspierało kilku wpływowych Amerykanów, m.in. Melvil Dewey, twórcy Klasyfikacji Dziesiętnej Deweya. Mimo tego, język nigdy nie odgrywał znaczącej roli. Główną wadą języków taksonomicznych jest fakt, że słowa o podobnym znaczeniu wyglądają i brzmią bardzo podobnie, a z kontekstu też nie wynika, które znaczenie jest prawidłowe.

## Alfabet
Alfabet ro używa 26 liter: a b c d e f g h i j k l m n o p q r s t u v w.

Samogłoski a, i, o, u są wymawiane jak w języku włoskim czy niemieckim (lub polskim), spółgłoski w większości jak w języku angielskim (b, d, f, g, h /h/ , k, l, m, n, p, r, s, t, v, w, y /j/, z), c jak sz /ʃ/, j jak ż /ʒ/ , q jak angielskie ng /ŋ/, x jak ks, gz lub ch /x/, rzadkie th i dh jak angielskie th bezdźwięczne /θ/ i dźwięczne /ð/.

## Przykład
Pierwsze wiersze z modlitwy Ojcze Nasz:
Abze radap av el in suda,
ace rokab eco sugem,
ace rajda ec kep,
ace va eco, uz in suda asi in buba.